# 380

## Esdeveniments
- L'Edicte de Tessalònica oficialitza de iure el cristianisme com a religió oficial de l'Imperi Romà

## Naixements
- (data aproximada) Marcià Mineu Fèlix Capel·la Cartago vers el 380 gramàtic romà en llatí

## Necrològiques
- (data aproximada) Evagri de Constantinoble, patriarca de Constantinoble, venerat com a sant a tota la cristiandat.